# Willard Schmidt
Williard Theodore Schmidt (Swanton (Nebraska), 14 de fevereiro de 1910 - Coffeyville (Kansas), 13 de abril de 1965) foi um basquetebolista estadunidense que fez parte da equipe que conquistou a Medalha de Ouro nas XI Jogos Olímpicos de Verão realizados em Berlim na Alemanha nazista.

## Biografia
Willard Schmidt foi um um Pivô que atuou em meados dos anos 30 por Creighton University e posteriormente pelo McPherson Globe Oilers quando este participou das seletivas para a equipe que disputaria as Olimpíadas em 1936, mesmo não tendo vencido a seletivo acabou sendo convocado para a Seleção Estadunidense.